# شهرستان فلت‌هد (مونتانا)
شهرستان فلت‌هد (به انگلیسی: Flathead County) یک منطقهٔ مسکونی در ایالات متحده آمریکا است که در مونتانا واقع شده‌است. شهرستان فلت‌هد ۱۳٬۶۱۳٫۰۵ کیلومتر مربع مساحت دارد. به موجب سرشماری سال ۲۰۱۰، جمعیت آن ۹۰٬۹۲۸ نفر بود، فلت‌هید چهارمین شهرستان ایالت مونتانا به‌شمار می‌رود. مرکز این شهرستان کلسپل، مونتانا است. عدد استانداردی که (جهت صادرکردن گواهینامه) برای شهرستان فلت‌هد در نظر گرفته شده عدد ۷ است.  این شهرستان از جنوب با مرز کانادا و بریتیش کلمبیا هم جوار است. شهرهای شهرستان فلت‌هد شامل :کلسپل، مونتانا، منطقه آماری شهر زیر۱۰۰۰۰ مونتانا است. 